# Charles Munz
Charles Munz (Chamonix-Mont-Blanc, 1911. – ?) francia jégkorongozó és edző. 
Az 1930-as jégkorong-világbajnokságon játszott a francia válogatottban. Az első körben, ami a nyolcaddöntő volt, a belga csapat ellen nyertek 4–1-re. A negyeddöntőben 2–1-es vereséget szenvedtek az osztrákoktól. Összesítésben a 6. helyen végeztek.
Az 1931-es jégkorong-világbajnokság az utolsó előtti 9. helyen végeztek. 5 mérkőzésen játszott és 2 gólt ütött.